# Omalium laticolle
Omalium laticolle är en skalbaggsart som beskrevs av Ernst Gustav Kraatz 1857. Omalium laticolle ingår i släktet Omalium, och familjen kortvingar. Arten är reproducerande i Sverige.